# Глазау
Глазау (нім. Glasau) — громада в Німеччині, розташована в землі Шлезвіг-Гольштейн. Входить до складу району Зегеберг. Складова частина об'єднання громад Трафе-Ланд.
Площа — 18,82 км2. Населення становить 889 ос. (станом на 31 грудня 2020).

## Галерея

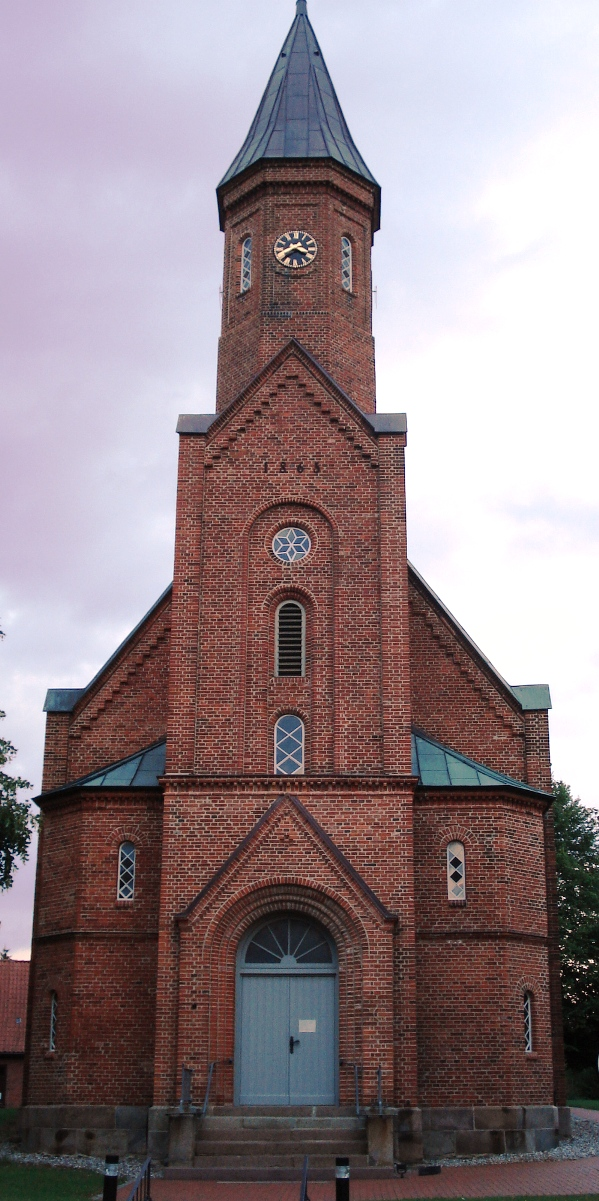
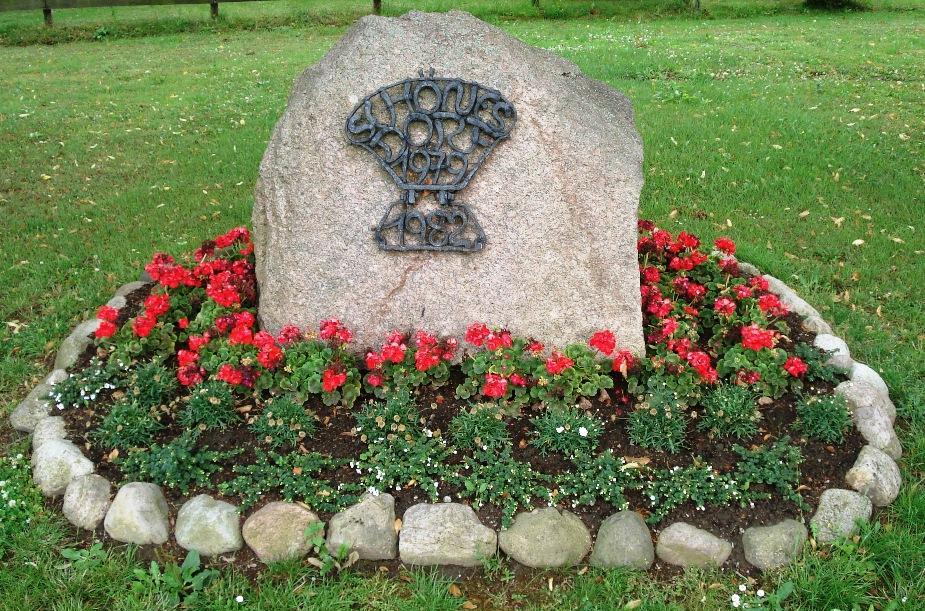